# Сорокин, Сергей Борисович
Серге́й Бори́сович Соро́кин (род. 13 июня 1982, Джамбул, Казахская ССР) — российский актёр и певец (тенор, контратенор, продюсер).

## Творческая биография
Сергей Сорокин окончил Санкт-Петербургскую академию театрального искусства, курс А. В. Петрова по специальности «артист музыкального театра».
С 2004 по 2008 год выступал солистом театра «Зазеркалье» (СПб), где играл в большинстве спектаклей театра.
Из крупных ролей в театре «Зазеркалье» исполнил роли Ринуччо в опере Пуччини «Джанни Скикки», Бильбо Бэггинса в мюзикле Львовича «Хоббит», Принца Эдуарда в опере Подгайца «Принц и нищий», Гонсальве в опере Равеля «Испанский час», Чино в мюзикле Бернстайна «Вестсайдская история», Без вести пропавшего в спектакле о Великой Отечественной войне «Жди меня» и многие другие. Жена — оперная певица и актриса Ольга Реутова (с 19 июля 2005).
В 2008 году был приглашён Санкт-Петербургским Рахманиновским обществом для участия в петербургской премьере оперы С. В. Рахманинова «Монна Ванна» (режиссёры-постановщики Ирина Тайманова, Марина Голякова) в роли Борсо.

### Москва
Сорокин играл роль Диндона (Коксворда) в российской постановке мюзикла «Красавица и Чудовище», роль Короля в мюзикле «Бременские музыканты», играл Кота-Бегемота в опере-фантазии Валентина Овсянникова «Мастер и Маргарита», которая шла на сцене Московского детского театра эстрады, Ученика Охотника в мюзикле «Обыкновенное чудо», Лешего в мюзикле «Лукоморье», Профессора Абронсиуса, Куколя и соло Ночного кошмара в мюзикле Романа Полански «Бал вампиров» (театр музыкальной комедии, Санкт-Петербург, затем Москва, компания Stage entertainment), участник шоу «Звезда Бродвея» под руководством Игоря Портного и оперного шоу «Angels». Входит в состав труппы Театра Мюзикла под руководством Михаила Швыдкого, в первом спектакле театра «Времена не выбирают» исполняет роль Адвоката-переводчика.
Принимал участие в таких мюзиклах, как:
- «Я — Эдмон Дантес» (роль: Молодой Данглар, Эжени Данглар) реж. Егор Дружинин
- Русалочка (роль: Флотсам) компания Stage entertainment.
- Призрак оперы (роль: Месье Рейе, Месье Андре), компания Stage entertainment.

Артист Театра Луны на Малой Ордынке, на сцене которого сыграл роли Сальвадора Дали в спектакле «Дали и Испанская королева из Казани» и Джонни в спектакле «Мэри Поппинс Next», а также Осипа Брика в мюзикле «Маяковский»
Ведёт активную концертную деятельность. В его репертуаре произведения, написанные, как для тенора, так и для контратенора, в том числе старинная музыка.
В качестве продюсера и режиссёра поставил шоу «Бар разбитых сердец» совместно с ансамблем «Астор-клуб» Ивана Лебедева. Участник и художественный руководитель творческого объединения «ЧетыреЧе».
В качестве директора постановки, второго режиссёра и одного из авторов идеи выпустил первый в России театральный сериал в иммерсивном формате Дом19|07. Премьера спектакля состоялась 16 декабря 2017 года в городской Усадьбе А. К. Поливанова, открыв новое театральное пространство в Москве. В спектакле «Дом 19|07» Сергей исполнил одну из главных ролей — роль Евгения Степановича. Годом позже состоялась премьера приквела спектакля «Дом 19|07. Начало», в которой Сергей выступил в качестве художественного руководителя.
Продюсер мюзикла «Дон Жуан» с участием таких звёзд, как Оскар Кучера, Нонна Гришаева, Анастасия Макеева, Алика Смехова, Иван Ожогин
Продюсер шоу спектакля «Tango de mi Vida» с участием чемпионов России по аргентинскому танго.
Создатель вокально-инструментального трио «DiVaS», которое дало более 300 концертов за пределами России.

## Театральные работы

### Театр «Зазеркалье»(Санкт-Петербург) — 2004—2008
- «Хоббит» (Львович) — Бильбо Беггинс
- «Робинзон Крузо» (Важов) — Глашатай, Шаман
- «Принц и нищий» (Подгайц) — Принц Эдуард
- «Детский альбом» (Чайковский) — Пьеро, Фриц
- «Петя и волк» (Прокофьев) — Волк
- «Вестсайдская история» — Чино
- «Гала-мюзикл» — Мим, Мангоджерри
- «Соловей» — Японский и Индийский послы
- «Городок в табакерке» (Баневич) — Валик
- «Жди меня» (10 этюдов о войне)
- «Джанни Скикки» (Пуччини) — Ринуччо
- «Испанский час» (Равель) — Гонсальве
- «Порги и Бесс» (Гершвин) — Детектив

### Санкт-Петербургский Государственный театр музыкальной комедии (с 2010 года)
- Мюзикл «Бал вампиров» — Куколь (второй состав), Ночного кошмара (2 партия), свинг

### Санкт-Петербургское Рахманиновское общество
- Опера «Монна Ванна» (С. В. Рахманинов) — Борсо (март—апрель 2008)

### Компания «Stage Entertainment Russia»
- Мюзикл «Красавица и Чудовище» — Диндон (первый сезон).

### Продюсерский центр «Триумф»
- «Бременские музыканты» — Король (с ноября 2009)

### Продюсерский центр «Звёздная пристань»
- «Мастер и Маргарита» — Кот Бегемот (с 23 сентября 2009 (премьера))

### Продюсерская компания «Маскарад»
- «Обыкновенное чудо» — Ученик Охотника (с 15 октября 2010 (премьера))

### Кабаре «Монмартр»
- «Звёзды Бродвея»

### Продюсерский центр «Триумф»
- Мюзикл «Лукоморье» — Леший (с 25 декабря (премьера))

### Театр Музыкальной комедии (Санкт-Петербург) совместно с VBW (Объединённые театры Вены)
- «Бал Вампиров» — Куколь, Соло Ночного Кошмара, Свинг (с 3 сентября 2011 (премьера))
- «Я — Эдмон Дантес» — Молодой Данглар, Эжени Данглар
- «Русалочка» — Флотсам (Театральная компания Stage entertainment)
- «Призрак оперы» — Месье Рейе, Месье Андре (Театральная компания Stage entertainment)
- «Бал Вампиров» — Профессор Абронсиус, Куколь, второе соло Ночного Кошмара (Театральная компания Stage entertainment)
- «Бар Разбитых сердец»
- «Мэри Поппинс Next» — Джонни (Театр Луны)
- «Дали и Испанская королева из Казани» — Сальвадор Дали (Театр Луны)
- «Чайка» — Семён Семёнович Медведенко (Театр Луны).
- «Дом19|07» — Евгений Степанович Хитрин[5] (Первый в России театральный сериал в иммерсивном формате)
- «Дон Жуан. Нерассказанная история» — Трактирщик
- Театральный проект «Мюзикл-Меню»

## Признание
Лауреат международных конкурсов:
- «Ангел надежды» (СПб 2005)
- «Надежды, таланты, мастера» (Добрич-Албена, Болгария 2005),
- «Поющая маска», (1й международный студенческий конкурс актёрской песни памяти Андрея Петрова СПб, 2006),
- «Романса трепетные звуки» (Гатчина 2005).

28 мая 2011 года Сергей был награждён орденом "Молодое дарование России — «Чароитовая звезда».
Также, в этот день Сергею был вручен диплом Международного агентства рекордов и достижений за «Большой вклад в развитие Российского музыкального театра»